# 尾澤清太郎
尾澤 淸太郞（おざわ せいたろう、1896年3月5日 - 1964年10月30日）は、日本の拓務官僚、実業家。弁護士。階級は樺太庁警視。位階は正五位。勲等は勲五等。姓の「澤」は「沢」の旧字体、名の「淸」は「清」の異体字、「郞」はJIS X 0208では「郎」と同一の区点が割り当てられていることから、尾澤 清太郎、尾沢 清太郎などとも表記される。
樺太庁警察部警務課課長、敷香支庁支庁長、大泊支庁支庁長、樺太庁農林部林務課課長、樺太庁殖産部林務課課長、樺太開発株式会社林務課課長、樺太製材株式会社取締役などを歴任した。

## 概要
岩手県出身の拓務官僚である。樺太庁属として入庁し、樺太庁警察部にて警務課の課長などを歴任した。敷香支庁や大泊支庁にて支庁長を務めたのち、本庁に復帰し、樺太庁農林部、および、殖産部にて林務課の課長を務めるなど、主として林政畑を歩んだ。林業と関連が深く、かつ、樺太の主要産業でもあるパルプ工業や製紙業の振興にも努めた。退官後は、樺太の資源開発と食糧自給を目指す国策会社である樺太開発に転じ、森林資源の開発を担った。樺太の漁業政策を担った岡本曉、農業政策を担った正見透と並び、太平洋戦争開戦前から戦中にかけ樺太の産業育成に尽力した人物として知られている。

## 来歴

### 生い立ち
1896年3月5日、岩手県二戸郡荒沢村（のち二戸郡安代町→岩手郡安代町、現在の八幡平市）に生まれる。のち北海道にて育った。1913年通信生養成所を卒業。樺太に渡り、大日本帝国の樺太庁に属として入庁した。当時、サハリン島は北緯50度線以北をロシア帝国、のちのソビエト連邦が領有しており、北緯50度線以南は大日本帝国が領有していた。サハリン島の北緯50度線以南は「樺太」と呼称される外地と位置づけられ、地方行政官庁として樺太庁が設置されていた。しかし、1918年に施行された共通法により、他の外地と異なり樺太には内地の法令が適用されることになるなど、樺太は激しい変革の時代を迎えていた。

### 官界にて

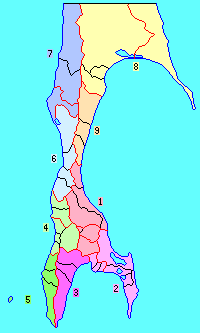
敷香支庁の管内（8）、大泊支庁の管内（2）、大泊支庁留多加出張所の管内（3）

樺太庁には内部部局として警察部が設置されており、樺太の治安維持を担っていた。そのため、樺太庁警部を兼任していたが、1927年2月より樺太庁警視に昇任することとなった。同時に高等官八等に叙された。なお、樺太は陸上で他国と国境を接しており、樺太庁警察部には国境警察隊が置かれ国境警備も担っていたことから、内地の警察に比較して重武装であった。同年7月1日、林勘左衛門の後任として、樺太庁警察部にて警務課の課長に就任した。1929年になると拓務省が新設され、朝鮮総督府、台湾総督府、南洋庁とともに樺太庁も拓務省の監督を受けることになったが、引き続き樺太庁に勤務した。
のちに、丹芳治郎の後任として、1930年1月1日に樺太庁の支庁である敷香支庁にて支庁長に就任した。敷香支庁は敷香郡、散江郡の2郡を所管しており、管内は極めて広大であった。樺太庁の管内で最も北方に位置しており、ソビエト連邦と陸上で国境を接していた。その後、高島久次郎の後任として、1931年7月1日に大泊支庁の支庁長に就任した。敷香支庁とは一転して、大泊支庁は樺太庁の管内で最も南方に位置していた。当時は大泊支庁の下に留多加出張所が置かれており、大泊支庁が大泊郡、長浜郡を直接所管し、留多加出張所が留多加郡を所管していた。
その後、再び樺太庁の本庁に戻ることになり、1935年6月に樺太庁の事務官となった。同時に高等官五等に叙された。樺太庁の内部部局である農林部において、丹芳治郎の後任として、1935年7月1日に林務課の課長に就任した。1936年12月に農林部は殖産部に改組されることが決まったため、1937年1月1日より殖産部の下で林務課の課長を務めた。1938年12月には高等官三等に陞叙された。1941年7月、樺太庁を退官した。樺太庁在職中に従五位勲五等まで進階していたが、退官に伴い1941年7月に正五位に叙された。

### 退官後
樺太庁退官後は、1941年に樺太開発に入社し、林務課の課長となった。樺太開発は、樺太開発株式会社法に基づき同年に新設された国策会社であり、石炭や森林資源の開発と食糧の自給に取り組んでいた。その後、樺太製材に転じ、取締役に就任した。
樺太を離れた時期は不明だが、戦後は、1947年に郷里の荒沢村長に就任。村長は1951年まで1期務めた。その後は盛岡市で弁護士を開業した。1964年に死去した。

## 人物
樺太庁農林部にて林務課の課長を務めていた頃、工政会の学術雑誌にて樺太の一大産業となっていたパルプ工業と製紙業について論文を発表している。樺太庁を退官してからも、岡本曉や正見透とともに樺太の振興策について論じるなど、樺太の発展と産業の振興に力を尽くした。

## 略歴
- 1896年 - 岩手県にて誕生[1]。
- 1927年 - 樺太庁警視[3][9]。
- 1927年 - 樺太庁警察部警務課課長[5]。
- 1930年 - 敷香支庁支庁長[6]。
- 1931年 - 大泊支庁支庁長[7]。
- 1935年 - 樺太庁事務官[3]。
- 1935年 - 樺太庁農林部林務課課長[8]。
- 1937年 - 樺太庁殖産部林務課課長[8]。
- 1941年 - 樺太庁退官[3]。
- 1941年 - 樺太開発林務課課長[3]。
- 1947年 - 岩手県荒沢村長[14]。

## 栄典
- 1941年 - 正五位[13]。

## 著作

### 論文
- 尾澤淸太郞稿「樺太に於けるパルプ及製紙工業」『工政』197号、工政会、1936年10月、22-24頁。全国書誌番号:00007840
- 岡本曉・尾澤淸太郞・正見透稿「樺太打開の道を語る」『樺太』14巻3号、樺太社、1942年3月、48-59頁。全国書誌番号:00004251